# 镰羽蕨
镰羽蕨（学名：Pteridium falcatum）为蕨科蕨属下的一个种。

## 扩展阅读
- 維基物種上的相關：镰羽蕨